# Emil Repphan
Emil Karol Repphan (ur. 19 lutego 1848 w Kaliszu, zm. 30 marca 1931 w Berlinie), polski sukiennik niemieckiego pochodzenia, przemysłowiec, finansista; działacz społeczny i filantrop; od 1910 mieszkał w Niemczech. 
Syn Augusta (lub Fryderyka Augusta) i Emilii z Winklerów, wnuk Beniamina. Miał 2 braci, Augusta i Pawła. 
W latach 1886–1906 był prezesem Towarzystwa Kredytowego Miasta Kalisza. Był również fundatorem szkoły powszechnej przy ul. Polnej w 1919 r. i Szpitala Powszechnego im. Przemysława II w Kaliszu wybudowanego w 1937 r.